# Seabria orientalis
Seabria orientalis là một loài bọ cánh cứng trong họ Cerambycidae.